# 佐々木大樹 (サッカー選手)
佐々木 大樹（ささき だいじゅ、1999年9月17日 - ）は、島根県浜田市出身のプロサッカー選手。Jリーグ・ヴィッセル神戸所属。ポジションはミッドフィールダー、フォワード。

## 略歴
2018年、ヴィッセル神戸U-18からトップチームに昇格。4月4日、ルヴァンカップ第3節の湘南ベルマーレ戦で初先発初得点を決めた。4月11日、第7節の浦和レッズ戦でJ1リーグデビューし、プロ入り初得点を決めた。
8月17日、ブラジルのSEパルメイラスに期限付き移籍することが発表されたが、トップでの試合出場は叶わず、2019年8月5日に期限付き移籍満了により神戸に復帰。復帰後は1度もベンチ入りもできずシーズンを終えた。
2020年シーズンは、トルステン・フィンクの元、本職の攻撃的なポジションでの起用ではなく、守備的MFにコンバート起用された。同年12月13日、AFCチャンピオンズリーグ準決勝・蔚山現代FC戦で後半30分にゴールを決めた。しかし、一度は得点が認められたもののVARにより取り消された。結果的にその後逆転されて神戸は敗れた。このVARでファウルと判定された佐々木の得点の前に安井拓也がボールを奪った場面は、韓国メディアも「蔚山は幸運だった」と報じるなど、ファウルを取るのは厳しい判定として日本サッカー協会の田嶋幸三会長や初代Jリーグチェアマンの川淵三郎、神戸や日本サッカー協会が抗議を行う考えを明かした。
2021年シーズンは、自身キャリアハイの30試合に出場。また、9月5日に行われたJ1第24節・サンフレッチェ広島戦で挙げた得点は神戸J1リーグ通算1000ゴール目であった。また自身にとってもリーグでは3年ぶりのゴールとなった。
2022年シーズンは、シーズン序盤に負傷で長期離脱したこともあり、6月まで復帰に要したが、復帰直後の天皇杯カターレ富山戦では同点ゴールを決めた。8月のACLラウンド16横浜F・マリノス戦では相手DFのハンドを誘発するシュートを放ち、獲得したPKを自ら決めて一時勝ち越しとなるゴールを挙げた。
2023年シーズンは、序盤は途中出場が多かったが、スーパーサブとして結果を残し、5月からはインサイドハーフのポジションでスタメンに定着。シーズン終盤には左右のウイングで起用されることも増え、強靭なフィジカルを活かしたポストプレーや、エアバトルで存在感を発揮した。自己最多となるリーグ戦33試合7得点を記録し、クラブのJ1リーグ初優勝に貢献した。シーズン終了後には自身初のJリーグ優秀選手賞を受賞するなど、大きく飛躍したシーズンとなった。
2024年シーズン、自身初の開幕戦でのゴールを挙げた。前年同様左右のウイングやインサイドハーフでのプレーに加え、FW大迫勇也不在時にはセンターFWでも起用された。優勝した天皇杯では3回戦から準決勝まで4試合連続ゴールをあげ、決勝では相手DFと競り合ったこぼれ球が決勝点につながった。リーグ連覇のかかった最終節でも、左ウイングで出場していたDF広瀬陸斗の負傷で急遽出番がまわってきたが、前半43分のFW武藤嘉紀の得点をアシストするなど、国内2冠獲得に大きく貢献した。

## プライベート
佐々木はプライベートでもチームメイトとの交流や地元での活動を大切にしている。ヴィッセル神戸のGK前川黛也の自宅を頻繁に訪れ、前川の妻の手料理を食べることが日課となっており、特に「まぐろアボカド」を好物として挙げている。  
また、出身地の島根県浜田市では小学生を対象としたサッカー大会「D Dream杯」を2024年に創設し、初回大会を同年12月21日に開催した。大会では約100人の児童が参加し、佐々木自身もプレーを披露した。本人は「サッカーは楽しむもの」という思いを子どもたちに伝えている。なお、浜田の特産品である「赤てん」を特に好み、「お土産には赤てんしか贈らない」と話している。  
さらに、中学時代は自宅近くの急坂（通称「大樹坂」）で父の指導のもと、練習前後に各10本ずつ走るなど厳しいトレーニングを重ねた。また中学時代には不祥事により父からサッカーをやめるように言われたが、恩師の説得により続けることができ、その経験が選手人生の原点になっていると語っている。

## 所属クラブ
- 2008年 - 2011年 石見エスプリFC
- 2012年 - 2014年 レスポール浜田(現 ベルガロッソいわみジュニアユース)
- 2015年 - 2017年 ヴィッセル神戸U-18　
  - 2017年 ヴィッセル神戸（2種登録選手）
- 2018年 -  ヴィッセル神戸
  - 2018年7月 - 2019年8月  SEパルメイラス（期限付き移籍）

## 個人成績
| 国内大会個人成績 | 国内大会個人成績 | 国内大会個人成績 | 国内大会個人成績 | 国内大会個人成績 | 国内大会個人成績 | 国内大会個人成績 | 国内大会個人成績 | 国内大会個人成績 | 国内大会個人成績 | 国内大会個人成績 | 国内大会個人成績 |
| 年度             | クラブ           | 背番号           | リーグ           | リーグ戦         | リーグ戦         | リーグ杯         | リーグ杯         | オープン杯       | オープン杯       | 期間通算         | 期間通算         |
| 年度             | クラブ           | 背番号           | リーグ           | 出場             | 得点             | 出場             | 得点             | 出場             | 得点             | 出場             | 得点             |
| 日本             | 日本             | 日本             | 日本             | リーグ戦         | リーグ戦         | リーグ杯         | リーグ杯         | 天皇杯           | 天皇杯           | 期間通算         | 期間通算         |
| ---------------- | ---------------- | ---------------- | ---------------- | ---------------- | ---------------- | ---------------- | ---------------- | ---------------- | ---------------- | ---------------- | ---------------- |
| 2018             | 神戸             | 38               | J1               | 6                | 1                | 4                | 1                | 0                | 0                | 10               | 2                |
| ブラジル         | ブラジル         | ブラジル         | ブラジル         | リーグ戦         | リーグ戦         | ブラジル杯       | ブラジル杯       | オープン杯       | オープン杯       | 期間通算         | 期間通算         |
| 2018             | パルメイラス     |                  | セリエA          | 0                | 0                | -                | -                | 0                | 0                | 0                | 0                |
| 2019             | パルメイラス     |                  | セリエA          | 0                | 0                | -                | -                | 0                | 0                | 0                | 0                |
| 日本             | 日本             | 日本             | 日本             | リーグ戦         | リーグ戦         | リーグ杯         | リーグ杯         | 天皇杯           | 天皇杯           | 期間通算         | 期間通算         |
| 2019             | 神戸             | 38               | J1               | 0                | 0                | -                | -                | 0                | 0                | 0                | 0                |
| 2020             | 神戸             | 38               | J1               | 12               | 0                | 0                | 0                | -                | -                | 12               | 0                |
| 2021             | 神戸             | 22               | J1               | 30               | 1                | 7                | 0                | 1                | 0                | 38               | 1                |
| 2022             | 神戸             | 22               | J1               | 19               | 0                | 2                | 0                | 4                | 2                | 25               | 2                |
| 2023             | 神戸             | 22               | J1               | 33               | 7                | 4                | 0                | 4                | 1                | 41               | 8                |
| 2024             | 神戸             | 22               | J1               | 35               | 5                | 1                | 0                | 6                | 4                | 42               | 9                |
| 通算             | 日本             | 日本             | J1               | 135              | 14               | 18               | 1                | 15               | 7                | 168              | 22               |
| 通算             | ブラジル         | ブラジル         | セリエA          | 0                | 0                | -                | -                | 0                | 0                | 0                | 0                |
| 総通算           | 総通算           | 総通算           | 総通算           | 135              | 14               | 18               | 1                | 15               | 7                | 168              | 22               |

その他の公式戦
- コパ・サンパウロ・ジュニオール 2019 1試合0得点

| 国際大会個人成績 | 国際大会個人成績 | 国際大会個人成績 | 国際大会個人成績 | 国際大会個人成績 |
| 年度             | クラブ           | 背番号           | 出場             | 得点             |
| AFC              | AFC              | AFC              | ACL              | ACL              |
| ---------------- | ---------------- | ---------------- | ---------------- | ---------------- |
| 2020             | 神戸             | 38               | 3                | 0                |
| 2022             | 神戸             | 22               | 1                | 1                |
| 2024-25          | 神戸             | 22               | 8                | 3                |
| 通算             | AFC              | AFC              | 12               | 4                |

## タイトル

### クラブ
ヴィッセル神戸U-18
- 高円宮杯U-18サッカーリーグ プレミアリーグWEST：1回（2017年）

ヴィッセル神戸
- J1リーグ：2回（2023年、2024年）
- 天皇杯 JFA 全日本サッカー選手権大会：2回（2019年、2024年）
- FUJI XEROX SUPER CUP：1回（2020年）

### 個人
- Jリーグ優秀選手賞：1回（2023年）

## 代表歴
- U-18日本代表候補
  - 第23回U18リスボン国際トーナメント（2017年）
  - U19-Four Nations（2017年）